# دستگاه ماه عسل
ماشین ماه عسل (به انگلیسی: The Honeymoon Machine) یک فیلم کمدی آمریکایی محصول سال ۱۹۶۱ به کارگردانی ریچارد تورپ با بازی استیو مک‌کوئین، بریجید بزلن، جیم هاتن، پائولا پرنتیس، جک مولانی و دین جاگر است که بر اساس نمایشنامه برادوی در سال ۱۹۵۹ به نام پشم طلایی اثر لورنزو سمپل جونیور است. در فیلم، سه مرد نقشه‌ای را برای برنده شدن در رولت با رایانه نیروی دریایی ایالات متحده طراحی می‌کنند.
طبق رکورد کمپانی مترو گلدوین مایر، این فیلم ۱۲۲٫۰۰۰ دلار سود داشت.